# Ригель (Кайзерштуль)
Ригель (нем. Riegel am Kaiserstuhl) — община в Германии, в земле Баден-Вюртемберг.
Подчиняется административному округу Фрайбург. Входит в состав района Эммендинген. Население составляет 3645 человек (на 31 декабря 2010 года). Занимает площадь 18,34 км².